# Iso-Hera
Iso-Hera eller Iso Herajärvi är en sjö i Finland. Den ligger i kommunen Rovaniemi i landskapet Lappland, i den norra delen av landet, 700 km norr om huvudstaden Helsingfors. Iso-Hera ligger 166,3 meter över havet. Den ligger vid sjön Kivijärvi. Den är 18 meter djup. Arean är 1,35 kvadratkilometer och strandlinjen är 9,14 kilometer lång. Sjön  ingår i Kemi älvs huvudavrinningsområde. 